# Histoire du Pau Football Club
Le Pau Football Club, abrégé en  Pau FC, est un club de football français fondé à Pau et installé à Bizanos depuis 2018.

## Histoire

### Bleuets de Notre-Dame (1920-1959)
L'histoire du football à Pau débute en 1888 avec la création de l'Association Bourbaki. C'est en 1904 que la section football de ce patronage voit le jour, sous le nom de Football Association Bourbaki,. Lorsque la FGSPF fait du football son sport favori au début du XXe siècle, Bourbaki suit le mouvement mais continue néanmoins à privilégier le rugby à XV, sport le plus populaire en Béarn et Gascogne. Toutefois, la pratique du Football-Association s'affirme à Pau à partir de 1909, lorsque la JAB de Pau s'initie au football, même si le rugby reste le sport majeur de ce patronage jusque dans les années 1930.
Toutefois, c'est le FA Bourbaki qui s'impose comme le club phare du football béarnais depuis les années 1910 jusqu'à la Libération.
En 1920, le patronage des Bleuets de Notre-Dame est créé dans le Quartier Mayolis. Les sections pratiquées au sein du patronage sont la gymnastique masculine, la clique (batterie-fanfare), la préparation militaire et le tir, et, bien sûr, le football.
En 1958, après neuf montées en dix saisons acquises par un groupe de joueurs issus majoritairement du Quartier Mayolis, les Bleuets accèdent à la plus haute division amateur du football français. L'évêché responsable du patronage, estimant alors que ce niveau sportif outrepasse le cadre d'une simple association sportive de quartier. L'évêché se met alors à la recherche de dirigeants à même de gérer un club de cette envergure. Les Bleuets sont ainsi à l'origine de la fondation du « Football-Club de Pau » en 1959, puis du « Pau Football Club » en 1995.

### Football Club de Pau (1959-1995)

#### Fondation du Football-Club de Pau et ère José Bidegain (1959-1965)
Le « Football-Club de Pau » est officiellement créé le 19 mai 1959, par José Bidegain, industriel palois et futur président d'Action contre la Faim - un homme féru de rugby. En effet, la croissance organique du patronage du quartier Mayolis provoquait des dissentions à la fin des années 1950. Ainsi, l’Evêché, chargé de la gestion des activités du patronage, estime que les Bleuets ont dépassé le cadre de l'association sportive de quartier et désire en transférer la gestion à des dirigeants confirmés. Les regards se tournent alors vers le jeune et impétueux directeur commercial de la société Beverly, José Bidegain (1925-1999), qui emploie alors de nombreux joueurs des Bleuets de Notre-Dame . Le « Football-Club de Pau » devient donc un club de football représentatif d'une ville, devenant de fait le seul club gascon, à l'exception de Toulouse et Bordeaux, à évoluer dans les divisions nationales.

« Le Football Club de Pau veut offrir un cadre digne au football et à ses supporters. »

— José Bidegain
La conférence de presse inaugurale est tenue au « Majestic », emblématique restaurant de la Place Royale. Le président Bidegain positionne d'emblée le Football Club de Pau comme la résultante du travail de formation mené par les « Pionniers » des « Bleuets » . Les couleurs Bleu et Blanc, et  le slogan « Vaincre ou sourire » sont ainsi conservés. Le siège de ce tout nouveau club de football est établi à l'Hôtel Beauséjour, sur le Boulevard des Pyrénées, où la jeune Agatha Christie a appris le français, avec sa nurse béarnaise Marie Sigé, qui lui aurait légué un accent béarnais,.
« Les Maynats » récupèrent ainsi sportivement la place des Bleuets en Championnat de France amateur de football 1959-1960. L'effectif de l'équipe reste essentiellement constituée d'anciens joueurs du patronage, avec le capitaine Gégé Delmas, Pierre Lanusse, Bidegarray ou le gardien André Braneyre alors que Bela Herczeg est maintenu au poste d'entraineur. La situation financière du jeune club béarnais est toutefois rapidement assez précaire. En effet, « Les Maynats » ne disposent pas de stade ni d'infrastructures sportives, même si les relations cordiales avec les Bleuets permettent de disputer quelques matches à domicile au Stade des Bleuets. Le plan de repli est le Stade du Hameau, dans sa configuration militaire, principalement destiné à la pratique de l’athlétisme. José Bidegain, bien conscient de la popularité du ballon ovale et de la Section Paloise, fait preuve de réalisme en limitant au maximum le nombre de matches se chevauchant avec les rencontres de Championnat de France. Le club est néanmoins ambitieux, disputant des matches amicaux face aux voisins basques et aragonais de la Real Sociedad et du Club de Fútbol Jacetano en 1959 afin de se jauger avant le début de saison,. Les Palois s'inclinent face à la Real Sociedad d'Andoni Elizondo sur le score de 6-2.
Pour sa première saison inaugurale en tant que FC Pau, le club obtient la 7e place du groupe de CFA Sud-Ouest. Les Palois entament la saison par une défaite au Stade des Bleuets face au champion sortant Brive le 26 août 1959, puis se ressaisissent face à Limoges la semaine suivante, s'imposant sur le score de 2 à 1. Le début de saison du nouveau club est quelque peu difficile, mais les Palois finissent par se ressaisir lors de la seconde partir de la saison.
Pour sa seconde saison d'existence, les anciens joueurs emblématiques de l'épopée des Bleuets de Notre-Dame sont toujours présents au club. L’entraîneur est toujours Bela Herczeg, le capitaine reste « Gégé » Delmas, alors que Pierre Lanusse occupe désormais une fonction administrative. Le club se consolide et attire des joueurs confirmés, comme le milieu de terrain Joseph Brotons en provenance du Stade rennais, qui évoluera par la suite en Division 1 à Marseille. André Altuzarra devient international junior en 1960,.
Les Palois quittent le Stade des Bleuets et s'établissent au stade du Hameau le 21 février 1960 pour un bail de huit ans,.

#### Retrait progressif de José Bidegain
En 1961, l'ancien capitaine René Lanusse conduit une liste dissidente et est élu secrétaire général du club. Le FC Pau a procédé à une révolution interne, même si José Bidegain conserve la présidence d'honneur. Le club fait face à ses premiers départs, puisque Altuzarra et Roger Lissarrague rejoignent les Girondins de Bordeaux. Les problèmde d'infrastructures, et le jeune FC Pau reste un club nomade navigant entre différents stades palois : le Stade Bourbaki, le Stade des Bleuets et le stade du Hameau.
Aucun de ces stades ne donne pleinement satisfaction pour la pratique du sport de haut niveau. Le président Bidegain « déplore que le temps ne soit pas encore venu de fédérer les sociétés existantes pour ne former qu'un grand club » et se prononce alors en faveur de la fusion des forces vives du football palois, regrettant un manque de synergie autour du club.
En 1963, l’entraîneur Bela Herczeg rejoint l'AS aixoise, et est remplacé par Guy Paternotte, ancien joueur professionnel de Alès et Bordeaux. Paternotte ne reste que deux saisons à la tête de l'équipe première, préférant s'investir au sein des juniors du club puis de l'école de football de l'AS Gabaston,.
Au début de la saison 1963-1964, José Bidegain confie la responsabilité de l'équipe première à Joseph Lopez, ancien sélectionneur du Maroc avant de prendre les rênes du club.

#### Les heures sombres (1965-1975)
James Chambaud est élu à la présidence du club le 15 juin 1964, José Bidegain conservant une fonction honorifique. Lors de l'assemblée générale de fin de saison, la sonnette d'alarme est tirée car le club lutte pour sa survie. Le maire Louis Sallenave évoque la mise à disposition des terrains situés chemin Micoulau (renommé depuis Avenue du Président Pierre Angot), sans que cela n'aboutisse. En 1965, les recettes ne sont que de 600 000 anciens francs, alors que les dépenses se montent à 5 millions. Le club, faute d’infrastructures adéquates reste « un club nomade »,. Le FC Pau rentre donc dans le rang, en étant relégué dans les divisions régionales de la Ligue du Sud-Ouest en 1965, puis de nouveau 1969.
En 1966, le jeune Paul Escudé se fait remarquer dans les équipes de jeunes et lance sa carrière au club. Escudé confirme les espoirs placés en lui au poste de demi-aile et parvient à intégrer l'équipe de France Juniors.
Champion de la Ligue du Sud-Ouest en 1968, le FC Pau inaugure le Stade de l'Ousse des Bois le 1er septembre 1968 face au Real Saragosse, finaliste de la Coupe des villes de foires en 1964 et 1966. Ce match, disputé face à l'une des équipes les plus en forme d'Europe comptant 7 internationaux espagnols, fut perdu sur le score de 11 à 2. Il était écrit que le bail du FC Pau au Stade de l'Ousse des Bois serait décevant. Le FC Pau accède ainsi au Championnat de France amateur de football 1968-1969, saison qui voit le départ de l'enfant prodigue Paul Escudé, qui poursuit sa carrière en rejoignant les Girondins de Bordeaux de 1969 à 1971.

Le FC Pau reste relativement isolé sur la scène sportive paloise, les patros historiques ne reconnaissant pas la légitimité du nouveau club. Gérard Forgues, l'ancien héros de la Résistance devenu Inspecteur de la Jeunesse et des Sports, livre au Président Chambaud un verdict sans appel,:

« Le drame de votre club, ce sont les recettes et la solitude dans laquelle vous vivez. Les journaux vous ouvrent pourtant leurs colonnes. Je pense que vous n'êtes qu'une association sportive, pas encore un club inséré dans la vie d'une région. Votre famille se forme: le toit que va vous donner ce stade où on sera sûr de vous retrouver, doit permettre l'expansion de cette famille.
Vos résultats ne sont bons que depuis une saison. Il faut aussi pour gagner les cœurs que vos joueurs sortent du cru, qu'on les connaisse et qu'on les aime. »

#### Construction et ambition sous la direction de Pierre Clède (1975-1981)
Pierre Clède, expert-comptable comme Claude Bez, reprend le club en septembre 1975 dans une situation sportive et comptable peu enviable. « Les Maynats » évoluent alors en Promotion de la Ligue du Sud Ouest pour deux saisons en 1975-1976 et 1976-1977. Clède est transféré de l'Union Jurançonnaise, où il occupe le poste d'arrière central afin d'occuper une fonction de Joueur / Président. Il reste en fonction pendant 16 saisons, de 1975 à 1991. Symbole du lent déclin du club, l'affluence moyenne se situe entre 150 et 200 personnes par match et le club ne compte plus qu'une dizaine de dirigeants. L'élimination du Stade montois, alors leader de Division Honneur est alors considérée par la presse locale comme un exploit.
Le président Pierre Clède déclare viser une accession en deuxième division en moins de cinq saisons. Arguant du fait que par le passé le public palois s'est mobilisé pour de belles rencontres et de la nécessité de créer une locomotive pour le football dans une terre de rugby, Clède informe les présidents Fernand Sastre de la FFF et Leclerc de la Ligue du Sud Ouest de ses intentions.
« Les Maynats » retrouvent finalement la Nationale IV au début de la saison 1978–1979, terminant à la neuvième place du groupe sous les ordres de  Jean-Pierre Altuzarra, frère du regretté André Altuzarra.
La saison suivante, en 1980-1981 la légende montoise Jacques Foix, un des quatre landais sélectionnés en équipe de France de football, est nommée au poste d’entraîneur, mais le club termine néanmoins dans le ventre mou en championnat. C'est à cette époque que Foix lance dans le grand bain Bernard Laporte-Fray, Joel Lopez, Richard Allenda, pur produits du club béarnais. Joël Lopez deviendra professionnel sous les couleurs de Bordeaux, Mulhouse et Thonon les-Bains.

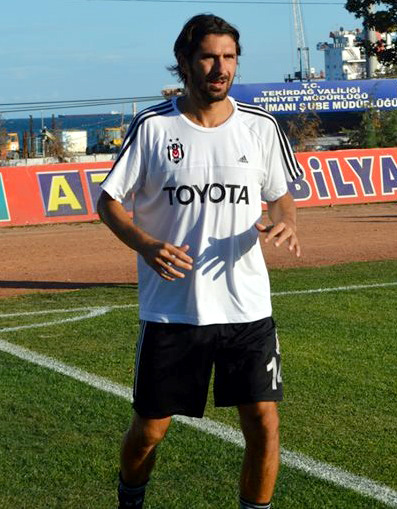
Julien Escudé commence le football au FC Pau, où son père est entraîneur.

Paul Escudé, joueur formé au club et ancien international espoir revient à la maison. Escudé entame dès lors son travail de formation des équipes de jeunes et marque le club d'une empreinte indélébile. Paul Escudé a eu deux fils: Julien et Nicolas Escudé.

« Joueur remarquable, d'une correction exemplaire, gentleman sur et en dehors du terrain, Paul Escudé honore le sport. »

— A. Bouscarel
Lors de la saison 1981-1982, le Football club de Pau confie à Paul Escudé la responsabilité de l'équipe première et celui-ci impose sa patte avec « sérieux, discipline, rigueur »,. Mais les problèmes financiers s'amoncellent, entraînant avec eux une baisse des résultats et de la fréquentation du Stade de l’Ousse-des-Bois.

#### Ère Paul Escudé et lutte pour l'accession en deuxième division (1981-1991)
À partir des années 1980, le président Pierre Clède milite pour la fusion des clubs historiques du football palois avec « Les Maynats » du FC Pau, solution qui permettrait selon lui de répondre au manque de structures du football palois. Clède se heurte à la résistance farouche des trois clubs (Bleuets de Notre-Dame, FA Bourbaki et JAB de Pau). En effet, le meilleur club formateur est sans conteste la JAB de Pau, club de Jean Larqué, père de Jean-Michel Larqué et fervent opposant à toute tentative de fusion. En désespoir de cause, le président Clède abandonne ce projet de fusion des ressources du football palois, et se décide à modeler le club  après l'AJ Auxerre et le Stade Lavallois, clubs issus de villes modestes ayant atteint le statut professionnel.

Les Maynats de Paul Escudé,terminent à la deuxième place dans leur groupe de 4e division en 1983 et accèdent au championnat de France de Division 3 au début de la saison 1983-1984. Bernard Laporte-Fray et Joel Lopez brillent dans cette équipe sous les ordres de l’entraîneur emblématique du club. Paul Escudé. Pour pour sa quatrième saison consécutive à la tête du club, voyant des clubs comme Angoulême et Bourges se disputer la montée en deuxième division, alors que le FC Pau avait fait la course en tête durant l'essentiel de la saison. 

« Avec les moyens des autres, on ne peut pas lutter de bout en bout. Nos performances à ce niveau relèvent quasiment de l'exploit. »

— Paul Escudé
Le football proposé par « Les Maynats » du FC Pau attire les foules, plus de 8 000 personnes assistent au stade de la Croix du Prince à la défaite des amateurs palois 1-0 en match aller de 32e de finale aller de la Coupe de France 1983-1984, face aux pros du Racing Club franc-comtois de Besançon où est prêté un jeune Bernard Lama.
Lors de la saison de Division 3 1984-1985, le Pau FC échoue de nouveau de peu à monter, cédant sa position de leader sur la fin de saison au Chamois niortais Football Club, malgré le retour au bercail de Dominique Vésir.
La saison suivante, le club atteint de nouveau les 16e de finale de la Coupe de France 1984-1985. La rencontre face à l'AS Nancy-Lorraine d'Olivier Rouyer, Bruno Germain et Rubén Umpiérrez, alors entraînée par un jeune Arsène Wenger, attire plus de 10 000 personnes au stade de la Croix du Prince pour une rencontre perdue 1-0,.

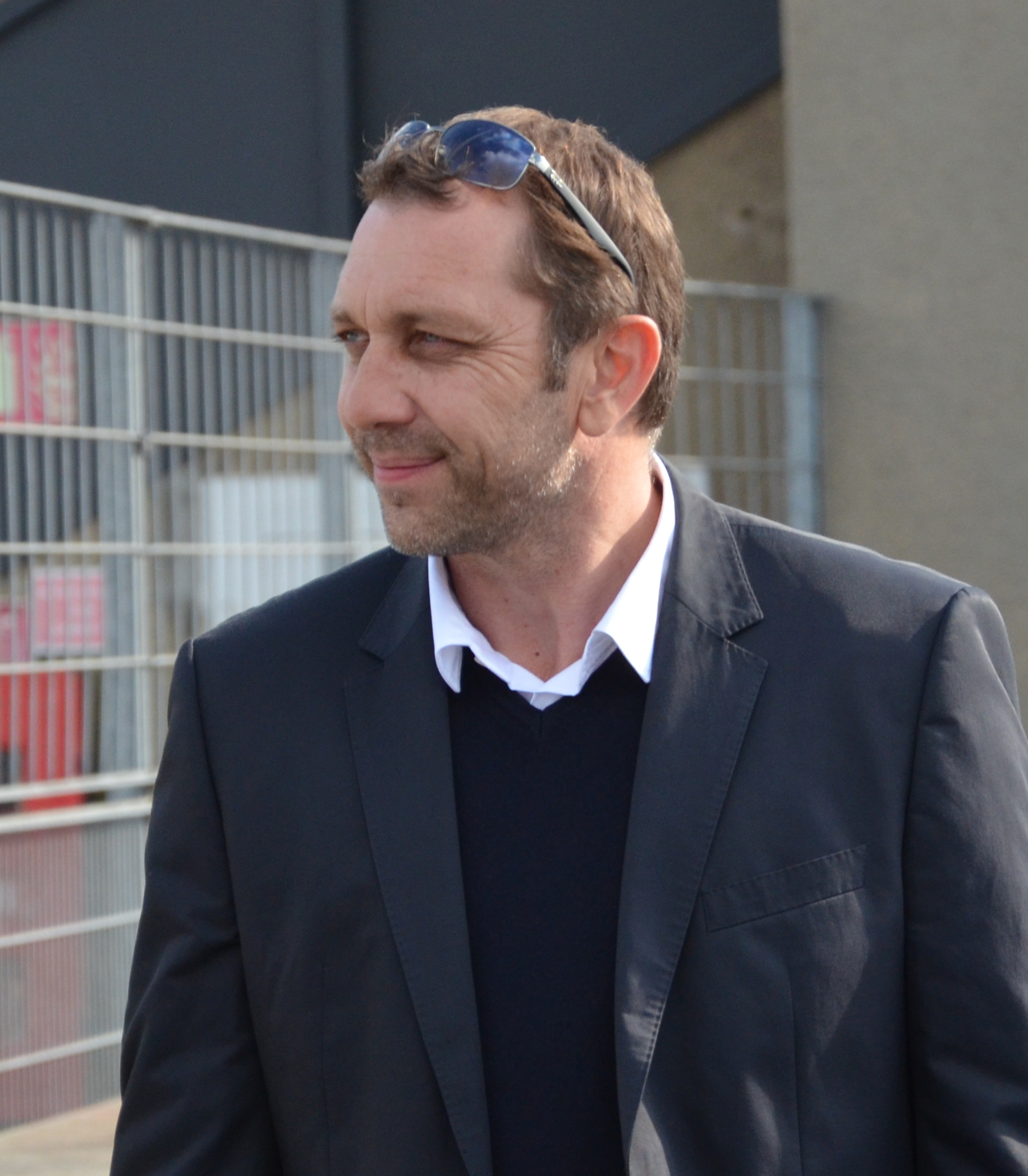
Prêté à Pau, le Nantais Xavier Gravelaine inscrit une vingtaine de buts.

Paul Escudé, entraîneur bâtisseur, réfractaire au marquage individuel, était réputé pour son football offensif et exigeant tactiquement et physiquement. Sous sa houlette, Joël Lopez dispute 30 matchs et marque 23 buts en Championnat de France de football de Division 3 1985-1986, permettant au club de décrocher la troisième place de son groupe.

Au cours de la saison 1988, le FC Pau investit de nouveau le stade de la Croix du Prince, le temps d'un match de Coupe de France, perdu face au Sporting Club bastiais. Cette saison-là, le jeune milieu de terrain Xavier Gravelaine, prêté par le FC Nantes, est reconverti au poste d'attaquant par Paul Escudé et inscrit 20 buts lors de la saison de Championnat de France de football de Division 3 1988-1989. « Les Maynats » de Paul Escudé, emmenés par un jeune Xavier Gravelaine et Hermann Kingue, international camerounais vainqueur de la Coupe d'Afrique des Nations de football en 1984, affrontent l'Olympique de Marseille à Aguiléra, lors des 32e de finale de la Coupe de France,. Ce match se solde par une défaite 4-0 face à l'Olympique de Marseille de Papin, Huard, Sauzée et Allofs. 10 000 spectateurs assistent à ce match délocalisé à Biarritz, au Parc des sports d'Aguiléra disputé sous des trombes d'eau,.
Les problèmes financiers du clubs ne sont jamais bien loin, et le maire André Labarrère doit de nouveau combler les déficits du club,.
Paul Escudé, le légendaire entraîneur palois, est lâché par ses joueurs puis démis de ses fonctions à la fin de la saison 1989-1990, après 8 saisons consécutives aux commandes du club. La rigueur et le professionnalisme d'Escudé dans un club amateur étaient parfois mal perçus par certains joueurs. Escudé a laissé une trace indélébile, le club abandonnant un football à l'anglaise physique, pour adopter un style plus léché, porté sur l'offensive. Escudé est remplacé par son ancien capitaine Robert Péré-Escamps, au club depuis 1975 et son arrivée de la Vaillante de Gelos, épaulé par Marc Lévy dans un rôle d’entraîneur/joueur. Puis, à l'issue d'une nouvelle saison décevante, ce sera au tour de Jean Gallice de reprendre les rênes de l'équipe première lors de la saison 1990-1991. Le Pau FC n'évitera la descente en fin de saison que grâce à un penalty de dernière minute. Hervé Loustaunau, un des meilleurs buteurs de l'histoire du club, tire sa révérence en fin de saison. L'affluence la plus basse est enregistrée à cette période (88 spectateurs payants), signe de l’extrême mauvaise réputation du déjà vétuste Stade de l’Ousse-des-Bois. Le club a grand besoin d'un nouveau souffle.

#### Âge d'or sous la présidence Pitoun (1991-1993)
Le 15 juillet 1991, le promoteur Alain Pitoun,à la tête d’un petit empire de seize sociétés, reprend les rênes du FC Pau, succédant à Pierre Clède. Il œuvre immédiatement pour le retour de la légende du club Paul Escudé au poste d’entraîneur,. L'ambition affichée du club est une nouvelle fois d'accéder à la deuxième division, et le slogan du club devient « FC Pau, le foot avec passion » en lieu et place de l'historique « Vaincre ou sourire ». Le club palois troque alors ses couleurs jaune et bleu pour les couleurs originelles des Bleuets de Notre-Dame: le ciel et blanc.
L'arrivée de ce promoteur immobilier, très vite comparé à Bernard Tapie pour son goût du luxe, provoque un électrochoc dans le milieu du football palois. Le président Pitoun, assisté de Richard Allenda comme directeur sportif, effectue un recrutement quatre étoiles en attirant des anciens joueurs professionnels comme Claude Lowitz, Patrick Cubaynes, Slavko Radovanovic, Jean-Jacques Nono ou encore Pascal Plancque, Dominique Deplagne et l'international américain Billy Thompson en provenance du club américain du Heat de Los Angeles,.
Thompson, joueur fantasque capable de dribbles époustouflants devient rapidement le chouchou du Stade du Hameau.
Le « Football-Club de Pau » quitte alors le déjà vétuste Stade de l’Ousse-des-Bois, afin de retrouver le Stade du Hameau, 30 ans après un premier séjour sur courant alternatif durant les années 1960. Ce stade avait alors bien changé depuis sa construction en 1948, étant devenu entre-temps l'antre de la Section paloise en lieu et place du Twickenham béarnais, le vénérable stade de la Croix-du-Prince et ses tribunes en bois.
Le club est ambitieux et fait parler de lui, grâce notamment à un public nombreux et fidèle, chose rare en France pour un club de troisième division. Sur le plan des affluences au Hameau, la saison en division 3 1991-1992 est en effet brillante. « Les Maynats » enregistrent régulièrement des affluences de 6 000 à 7 000 personnes dans les travées du stade du Hameau, dans un Béarn fortement attaché au rugby à XV, pour assister à des matchs de troisième division, grâce à une politique de tarification attractive. Le match face au favori pour la montée Niort le 17 août 1991 en ouverture de la saison attire ainsi plus de 6 000 personnes au stade du Hameau.
À partir de 1991, Alain Pitoun est ciblé par l'organisation séparatiste basque Iparretarrak. Ainsi, un incendie attribué au groupe indépendantiste basque détruit son yacht de 14 mètres, le « Shogun », qui prend feu au mouillage dans le port de plaisance de Larraldenia à Ciboure. Dans la nuit du 25 au 26 mai 1991, l’agence immobilière paloise d’Alain Pitoun, Promosud avait été dévastée par un attentat. En parallèle, le promoteur et président du Pau FC connaît d'importants déboires avec la justice et de graves ennuis financiers. Les résultats en championnat ne sont pas à la hauteur puisque le « Les Maynats » ne terminent qu'à une modeste 8e place en Division 3 1991-1992. Cette contre-performance est atténuée par un parcours brillant en Coupe de France, le club atteignant pour la première fois de son histoire les 8es de finale en avril 1992, éliminé aux tirs au but contre le Stade Malherbe de Caen de Xavier Gravelaine, à la suite d'un penalty manqué de Didier Rabat.

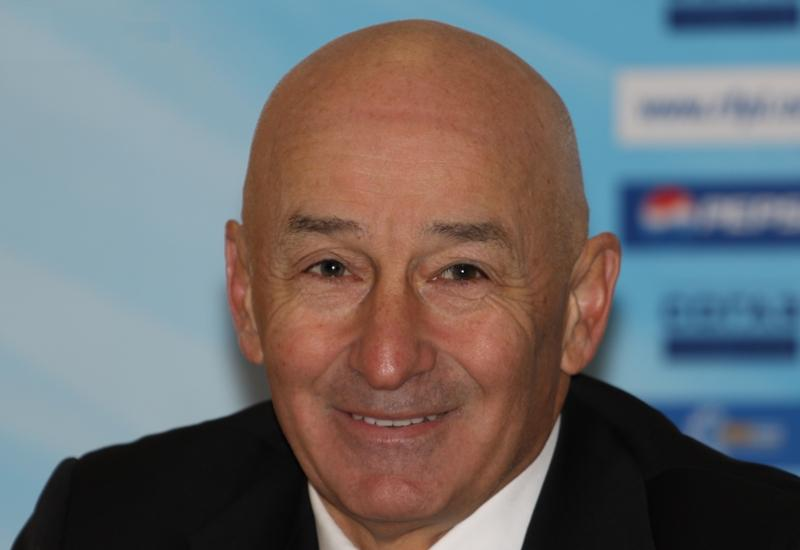
Slavojub Muslin entraîne le FC Pau de 1992 à 1995.

Au début de la saison 1992-1993, Alain Pitoun nomme Slavo Muslin en remplacement du très estimé Paul Escudé sur le banc. Après les échecs passés, le groupe est revanchard et prétend plus que jamais à accéder à la montée tant désirée. Grâce à ses réseaux, Muslin fait venir de nombreux joueurs prometteurs comme Aleksandar Jankovic, Franck Rolling ou Samuel Boutal. Le FC Pau termine à la première place de son groupe de Championnat de France de football de Division 3 1992-1993.
Toutefois, cette année-là, contrairement aux éditions précédentes, le vainqueur du groupe n’accède plus automatiquement à la deuxième division. Il faut passer par des barrages, et le FC Pau s'incline en barrages face à Lyon-Duchère (2-1 après prolongation, but de Hervé Musquère, entaché d'une position de hors-jeu) le 8 juin 1993, lors d'une défaite aussi suspecte qu'amère, disputée devant seulement 200 spectateurs. Le FC Pau accède néanmoins au National nouvellement créé. Double peine pour les palois, la DNCG refuse la demande de statut professionnel de La Duchère, et le FC Gueugnon est repêché en D2.

#### Décadence et liquidation judiciaire (1993-1995)
Le Pau FC prend part à la première saison du championnat national nouvellement créé. Laurent Peyrelade rejoint « Les Maynats » en 1993 en provenance de l'ESA Brive et Slavo Muslin conserve son poste d’entraîneur. Le club enchaîne les matchs amicaux de pré-saison face à des adversaires prestigieux comme le RCD Espanyol de Barcelone, afin de créer une cohésion d'équipe entre les nouveaux arrivants Frédéric Viseux, José Dalmao, Bob Senoussi et le reste du groupe. En Coupe de France 1993-1994, les palois éliminent l'AS Saint-Étienne de Laurent Blanc et Joseph-Antoine Bell en 32e de finale au stade du Hameau devant 15 000 spectateurs ravis et un seul béarnais déconfit en la personne de Jean-Michel Larqué, qui a bien du mal à accorder du crédit aux joueurs béarnais à l'issue du match,.
Les Palois sont éliminés au tour suivant par le FCO Charleville-Mézières. Les problèmes financiers s'accumulent et le 30 octobre 1993, les Palois battent le Sporting Club de Toulon sur le score de 4-0 et dès la fin du match, les joueurs se mettent en grève pour protester contre le non-paiement des salaires. « Les Maynats »  du président Pitoun et son recrutement clinquant pour la 3e division n'atteindront jamais la Ligue 2. Cette fin de saison marque la fin de la présidence Pitoun, et ce dernier démissionne le 2 novembre 1993 criblé par les accusations judiciaires et contraint de quitter le club ciel et blanc à cause d'un passif de 220 millions de francs. 1993 est l'année noire du golden boy béarnais. Le 6 avril, le tribunal de commerce de Pau prononce la mise en redressement judiciaire de quatorze sociétés puis, le 23 novembre, leur liquidation. Le placement en liquidation judiciaire est inévitable, prononcé le 23 décembre 1994, puisque les joueurs professionnels ne sont plus payés et que le club afficherait un déficit comptable de quatre millions de francs,. L'entraîneur Slavo Muslin quitte le club, prenant les rênes des Girondins de Bordeaux.
Le « Football-Club de Pau » est officiellement liquidé le 7 février 1995.

### Pau Football Club (depuis 1995)

#### Nouveau départ (1995)
Le Football-Club de Pau renaît de ses cendre à la suite de la liquidation judiciaire grâce à un ancien gardien du club, en la personne de Bernard Laporte-Fray. Bernard Laporte-Fray était en effet le gardien titulaire lors de la saison de Division 4 1982-1983 où le FC Pau obtint la montée en Division 3, avec Joël Lopez en 10 et Robert Péré-Escamps en 6. L'ancien gardien de but devient, douze ans après, président du Pau Football Club.
Le Pau Football Club est officiellement refondé le 14 juin 1995, reprenant les couleurs Jaune et Bleu de la ville de Pau. Deux projets étaient alors en concurrence pour la reprise de l'activité du FC Pau: celui d'un ancien joueur en la personne de Bernard Laporte-Fray et celui de l'ancien président du FC Pau de 1975 à 1991: Pierre Clède. C'est le projet de Bernard Laporte-Fray qui est retenu pour sauver le football de haut-niveau à Pau sous l'appellation « Pau Football Club » et non « Pau-Pyrénées Football Club », appellation portée par l'équipe Clède. « Monsieur Cléde est un homme de qualité qui a fait ce qu'il fallait pour le football à Pau, mais il fait partie du passé », tranche André Labarrière. « Les Maynats » repartent en mettant l'accent sur la formation de jeunes joueurs et la fin du vedettariat. L'ex-capitaine emblématique des années 1980, Robert Péré-Escamps, treize saisons au club, est nommé au poste d’entraîneur avec pour mission de maintenir le club en National 2 pour la saison 1995-1996, le club ayant été relégué administrativement la saison précédente. La masse salariale est divisée par 2, passant de 375 000 francs à 175 000. Frédéric Viseux, José Dalmao, Bob Senoussi et Pascal Plancque quittent le club, car la politique sportive du club change drastiquement.
Bernard Laporte-Fray appelle à l'humilité et au travail. Le Pau FC écrit la première page de sa nouvelle histoire au stade du Hameau face au Dijon FCO, s'imposant sur le score de 1 à 0.

#### Stabilisation, développement et échec René Girard (1997-2001)

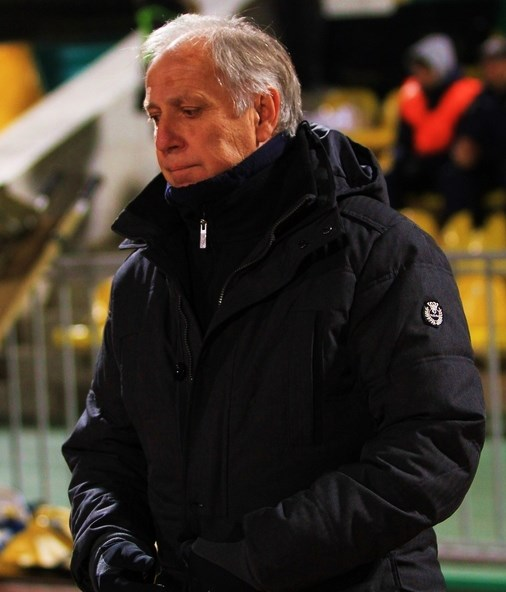
René Girard ne passe que 18 mois à Pau.

En 1996, le Pau FC offre sa première opportunité d’entraîneur à René Girard, dont la mission est de d'obtenir la promotion en National, et à terme, en Ligue 2. Girard est un ancien coéquipier de Joël Lopez lors de son passage aux Girondins de Bordeaux. En 1997, le Pau FC est intégré au championnat CFA, nouvellement créé.

« Quand je suis arrivé au Pau FC, alors en CFA, je pensais que malgré la concurrence du basket et du rugby, la ville méritait un club de Ligue 1. »

— René Girard
C'est sous les ordres de René Girard qu'Edouard Cissé débute en équipe première, avant d'être transféré au PSG en 1997 contre la somme de 35 000 francs et un match amical disputé au Stade du Hameau,. Dans le cadre du transfert, le PSG affronte le Toulouse Football Club devant 7 000 personnes au Hameau, qui réservent à Cissé un départ chaleureux. Malheureusement, les résultats ne suivent pas au niveau National et Girard démis de ses fonctions en décembre 1997, se plaignant alors de l'influence en coulisses de Richard Allenda et de ne pas avoir eu la main sur le recrutement, afin de conserver le buteur vedette du club Michel Sanchez. Girard poursuit le club en justice. Joël Lopez et Richard Allenda assurent l'intérim et offrent aux Maynats une victoire face à l'Association sportive de Saint-Étienne en huitième tour de la Coupe de France,. 

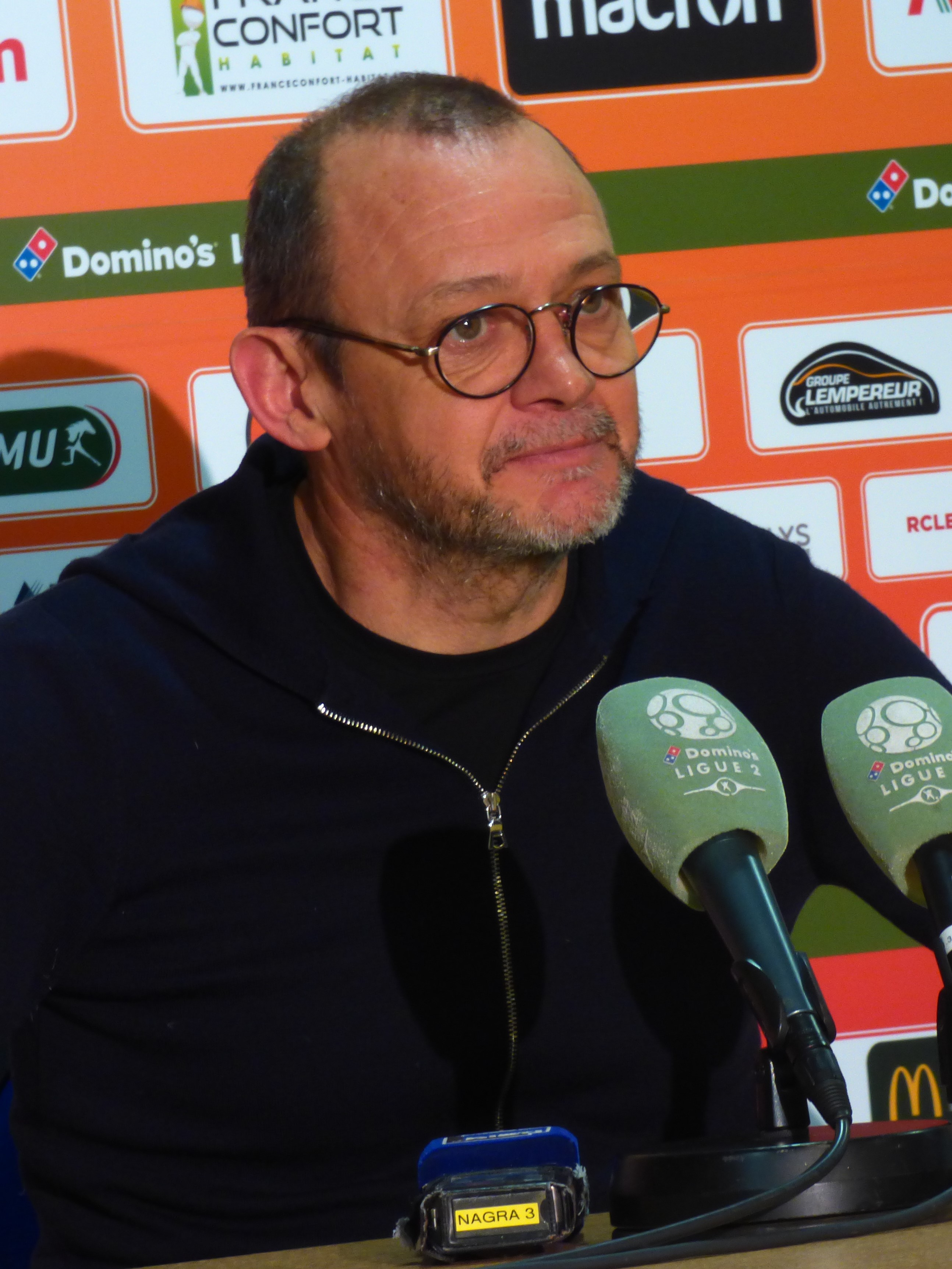
Pascal Planque lance sa carrière d'entraîneur à Pau.

Pascal Plancque, ex-joueur du club qui avait terminé sa carrière chez les basques de l'Arin luzien en DH, succède alors à Allenda en janvier 1998. Plancque guide le club jusqu'aux 8e de finale Coupe de France, éliminé par le Paris Saint-Germain. C'est le footballeur béarnais Jean-Michel Larqué, ancien entraineur du PSG, qui avait effectué le tirage au sort. Avant ce match historique pour le club béarnais, Joël Bats avait auparavant mis en garde ses troupes, pas au mieux à ce moment-là, contre le « tempérament du Sud-Ouest », estimant que c'était « un match piège ». Certains spectateurs présents au stade avaient effectués jusqu'à 4 heures de queue afin d'obtenir des places. Ce match face au PSG fut disputé dans un stade du Hameau en fusion devant 15 000 spectateurs, et l'unique but de la rencontre fut inscrit par le capitaine de la Seleçao Raí,. Pour les supporters du Pau FC, ce but est à jamais entaché d'un hors-jeu flagrant. Le PSG aligne pour ce match une équipe expérimentée mais ne parvient à s'imposer que sur la plus petite des marges après prolongation. L'enfant du pays et du club Edouard Cissé entre en jeu, remplaçant Laurent Fournier. Le match, tel que prédit par Bats, est particulièrement haché et se termine sur une « générale » qui se poursuit jusque dans les vestiaires. L'essentiel est ailleurs, le Pau FC, équipe amateur (seuls Vacher et Rémy bénéficient de contrats fédéraux), a rendu le Béarn fier face à un adversaire bien supérieur, faisant preuve de  « grinta »pour contrecarrer les plans des entraîneurs du PSG, Ricardo Gomes et Joël Bats (originaire de Mont-de-Marsan). Deux occasions de Girardot et Baylac aurait même pu lui permettre de l'emporter. Les Maynats ont trois joueurs expulsés ce jour-là: Jacques Rémy, 73e ; Xavier Bécas, 113e et Laurent Vacher, 119e et estiment que l'arbitre ne fut pas à la hauteur de l’événement. " On avait marqué notre territoire, on est dans le Sud-Ouest, la culture rugby, on savait que techniquement, on ne pouvait pas rivaliser, alors on a mis d'autres arguments! ", déclarait Denis Baylac à l'issue du match. Ce match mémorable face au PSG, a permis de resserrer le groupe, qui obtient ainsi la montée en National, en remportant le groupe C de CFA lors de la saison 1997-1998,.

Au cours de cette même année 1998, le Pau Football Club est endeuillé par la disparition soudaine d'une légende du club: Paul Escudé. Un stade porte désormais son nom à Pau, inauguré par ses deux fils. Au début de la saison 1999-2000, le Pau FC dispose d'un budget de 6,5 millions de francs, permettant au club de renouer avec les ambitions des années 1990, et suscite un engouement croissant. Bernard Laporte-Fray, après les frasques passées, encadre une nouvelle équipe de dirigeants redonnant de la crédibilité à un club qui en manquait singulièrement. Mais en retrouvant la rigueur, les Palois n'ont pas perdu leurs ambitions pour autant. 

« Nous visons la D2 à moyen terme, mais si elle se présente cette saison, nous la saisirons. Car la D2, donc le professionnalisme, c'est le seul moyen pour nous d'asseoir nos bases et de renforcer nos structures de formation. Nous avons un gros potentiel en jeunes joueurs de talent que nous ne pourrons conserver que grâce à un centre de formation. On en a marre de se faire piquer tous les ans quatre à cinq jeunes joueurs ! »

— Bernard Laporte Fray
Le club lutte avec ses moyens, mais manque de structure puisque les Maynats ne peuvent effectivement pas proposer aux jeunes locaux un centre de formation, chasse gardée des structures professionnelles. À cette époque, le partenariat signé avec les Girondins de Bordeaux est peu productif, et le Pau FC se tourne alors vers le Toulouse Football Club, ce qui se traduit par des arrivées de joueurs, dont Avezac. Le béarnais Julien Poueys, passé par le centre de formation de Montpellier, vient relancer sa carrière au club en 1999.

#### Nouveaux remous, démission de Laporte-Fray et relégation en CFA (2001-2008)
En 2001, le club traverse une nouvelle période trouble à la suite de la condamnation de son président Bernard Laporte-Fray et de son directeur sportif Richard Allenda à de la prison avec sursis pour possession de cocaïne,,. La présidence est un temps assurée par Jacques le Coadou, avant qu'un ancien joueur, Joël Lopez ne reprenne la main. Le club confirme son orientation vers le football espagnol, en organisant un match amical au Hameau avec le Deportivo Alavés, récent finaliste de la Coupe de l'UEFA face au Liverpool FC, concédant un but en or contre son camp, après un match d'anthologie. Au cours de la saison 2005-2006, le Pau FC, dirigé par Marc Lévy, de retour au club dans un rôle d’entraîneur, se fait prêter par le Lorient FC un jeune joueur du nom d'André-Pierre Gignac. Âgé de 21 ans, « Dédé » avait marqué huit buts en vingt matchs sous les couleurs des Maynats. Le club béarnais avait terminé 15e et s’était maintenu. Fidèle à sa réputation de bon-vivant, il s’intègre vite à l'équipe,.

En 2002, le club continue de se structurer et nomme Jean-Marc Ferratge à la tête de la cellule de formation du club, avant de prendre les rênes de l'équipe première en 2003. En coulisses, Jacques Le Coadou cède la présidence du club, fonction qu'il occupait depuis 2001 à Joël Lopez. Le club est en piteux état au niveau de la formation et n’intègre plus beaucoup de joueurs régionaux. L'affluence moyenne se situe aux alentours des 1 500 spectateurs cette saison-là. Le Pau Football Club se maintient en National jusqu'en 2008, année où il est relégué en CFA, après dix saisons en National. Cette saison-là, David Vignes fut nommé entraîneur le 8 octobre 2007, à la place de Jean-Luc Girard dont il était l’adjoint. Durant cette ultime saison de National, Joël Lopez dresse un constat sans concessions de l'état du football béarnais, qui, malgré 6 000 licenciés, manque de « culture footballistique », alors que les compétitions et niveaux de jeu régionaux sont faibles, ce qui handicape le club pour la détection de talents régionaux. Edouard Cissé, icone du Pau FC qui évolue alors au Beşiktaş JK, se propose de venir au secours de son club formateur et de revoir la structure en place.

« Je propose une manne financière, mais pas pour investir dans un panier percé. Je veux des résultats, je crois en cette ville qui mérite une équipe de Ligue 2. Or, aujourd'hui en National, le Pau FC se meurt et ça me fait chi*r. »

— Édouard Cissé

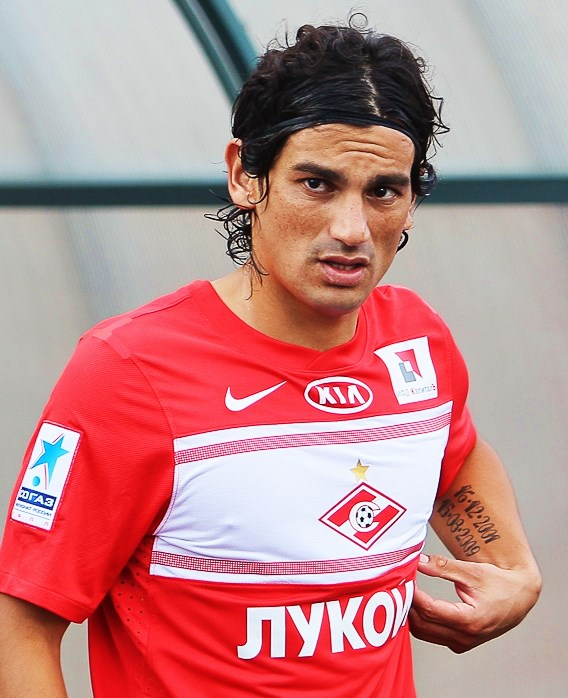
Tino Costa passe deux saisons à Pau.

À la suite de la signature de Tino Costa, le Pau FC noue une relation, peu fructueuse, avec le centre de formation argentin de Las Flores, ville dont est originaire Costa. Le Pau Football Club (de 1998-1999 à 2007-2008), codétenteur avec l'AS Cannes (de 2001-2002 à 2010-2011) du record de longévité en National, avec 10 saisons jouées consécutivement, est en grande difficulté sportive et financière. L'ancien président Pierre Clède propose de reprendre en mains les destinées du club, dans l'hypothèse où Bernard Laporte-Fray se retirerait et abandonnerait ses investissements financiers. Alors âgé de 65 ans, Clède échoue dans son projet de reprise, lui qui souhaite acquérir le Pau FC pour l’euro symbolique. Clède considère alors le Pau FC comme « un club municipalisé », puisque le logo même du club est calqué sur celui de la ville à cette époque. Le soutien de la ville est alors vital, mais Pierre Clède estime qu’il faut en diminuer l'importance et diversifier les financements du club. Clède se dit prêt à injecter entre 500 000 et un million d’euros dans le budget du club, afin de viser une montée en Ligue 2. La descente en CFA de 2008 mettrait alors en danger le projet de « rebâtir en misant sur la formation ».

#### Rechute et championnat de France amateur (2008-2016)
« Les Maynats » sont finalement relégués en 2008-2009, et évolueront 8 saisons de rang en CFA, minés par des problèmes financiers et le manque d'infrastructures, véritable marque de fabrique du club. Joël Lopez, alors président, change le logo du club pour revenir sur un blason plus proche de celui de 1961, mettant en avant l'appartenance à la ville dont le club porte les couleurs, et aux Pyrénées. Malgré la relégation, David Vignes conserve son poste durant plus de deux ans, jusqu’au 15 novembre 2010, date à laquelle l’élimination en Coupe de France à Sarlat (Division Honneur), puis la défaite à domicile contre Hyères, lui furent fatales. Le club stagne et végète en CFA durant cette période. En 2010, la désaffection du public palois est marquée, se traduisant par des recettes au stade (entrées, buvette) et de sponsoring historiquement basse. Joël Lopez quitte la présidence du club pour rejoindre Evian, dont il deviendra président alors que le club est 16e de Ligue 1, en remplacement de Patrick Trotignon, révoqué. Bernard Laporte-Fray revient aux affaires et reprend la présidence du Pau FC en 2010, neuf ans après l'avoir quittée en raison de procédures judiciaires, même s'il est toujours resté actionnaire principal. Lors de sa prise de fonction il déclare : « Tout est à changer ». Le budget est revu à la hausse, passant de 1 à 1,2 million d'euros afin d'aborder «un vaste chantier», celui de la remontée en Championnat National avec pour objectif de viser la Ligue 2. Le Président Laporte-Fray entre en contact avec Edouard Cissé, qui déclare ne pas être « fermé à aider le club de son cœur. On s'est donné la saison pour entrer plus activement la saison prochaine ». Cette collaboration, ardemment désirée par les supporters palois, ne se concrétisera pas. L'ancien joueur du Pau FC Edouard Cissé confirme toutefois avoir voulu s'investir au sein du club.
David Vignes, de nouveau aux commandes du club, est limogé début décembre 2010 après 3 saisons, après avoir pourtant été soutenu par son président,. La presse locale évoque alors un retour de Pascal Plancque, avant que le choix ne se porte sur Didier Christophe. Celui-ci quitte ses fonctions pour des « raisons personnelles » un mois plus tard, Jacques-Olivier Paviot assurant l'intérim. Plusieurs entraîneurs sont alors considérés après l'éviction de David Vignes afin de reprendre les rênes de l'équipe première, dont Pascal Plancque, Christian Sarramagna ancien entraîneur des rivaux de l'Aviron bayonnais, Jean-Marc Pilorget ou encore Francis Tisiot, ancien gardien des Girondins formé aux Bleuets de Notre Dame. C'est finalement Robert Buigues qui est nommé, devenant le quatrième entraîneur du Pau FC cette saison-là, aidant le club à terminer 3e de son groupe de CFA.

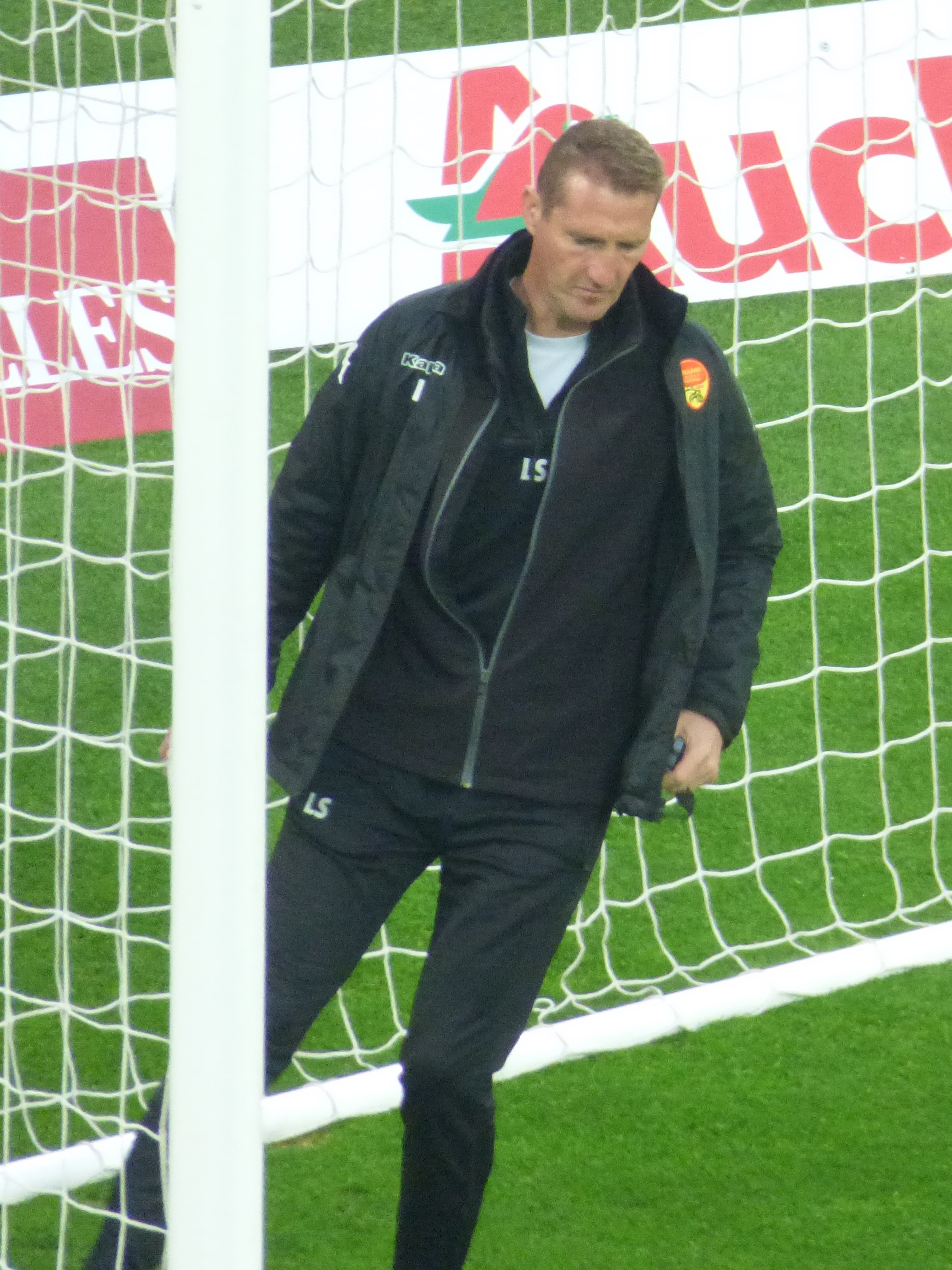
Laurent Strzelczak entraîne le Pau FC en CFA de 2012 à 2014.

En 2012, le Pau FC frôle le dépôt de bilan une nouvelle fois, la mairie confirmant sa volonté de baisser sa subvention de 120 000 euros. Le footballeur béarnais le plus médiatique, Jean-Michel Larqué, comme son père dans les années 1980, se prononce contre le rapprochement des différents clubs palois sous une seule et même entité. Dans une terre de rugby, le club éprouve des difficultés à survivre et peine à occuper les premiers rôles,.
Au début de la saison 2012-2013, le Pau FC réoriente sa politique de recrutement vers des joueurs locaux avec Julien Labat, Nicolas Cami, Hicham M'Laab, Jacques Leglib. « Les Maynats » assurent le maintien lors de la dernière journée, grâce à une victoire 5-4 à Béziers, après avoir été menés 4-1 à la 51e. En 2014, lors d'un match à Grenoble, le président Laporte-Fray est sur le banc, l’entraîneur Laurent Strzelczak et l'adjoint Brahim Naimi étant tous deux suspendus. En fin de saison, Strzelczak est limogé et le club rappelle David Vignes. Lors de la saison 2015-2016, le Pau FC réalise le meilleur début de saison de son histoire avec 7 victoires d'affilée et obtient la promotion en National le 8 mai 2016 sur la pelouse de Carnoux-en-Provence,. Les affluences repartent à la hausse avec notamment 3 500 spectateurs pour le match face à l'OM (B).

#### Pau FC en National (2016-2020)
« Les Maynats » retrouvent finalement le National lors de la saison 2016-2017, avec David Vignes aux commandes, terminant à la 14e place du classement, premiers non relégables. Le Pau FC obtient son maintien miraculeusement lors de la dernière journée, grâce à un succès 3-0 sur le terrain de l'Union sportive concarnoise, bénéficiant du même coup des défaites conjuguées du Club sportif Sedan Ardennes et du CA Bastia lors de la saison de son retour en National.
Pour sa deuxième saison consécutive à ce niveau, le Pau FC commence la saison 2017-2018 avec pour ambition une nouvelle fois d'assurer le maintien le plus rapidement possible dans un stade du Hameau rénové à l'intersaison avant de prendre possession de son nouveau stade, entièrement destiné à la pratique du football,. Les manquements en matière d'infrastructures sont toujours criants. Quelques 2 500 spectateurs ont assisté à cette dernière du Pau FC face au champion du Red Star FC — auquel le public effectua une haie d’honneur — au stade du Hameau avant d'intégrer son nouveau stade destiné au football. A l'issue de la saison, le président Laporte-Fray ne prolonge pas l'entraîneur David Vignes et le fustige par le biais d'un communiqué. Cette décision et ce communiqué sont accueillis froidement par les supporteurs.
Avec neuf saisons à la tête du club, David Vignes établit un record de longévité, surpassant le règne de Paul Escudé,.

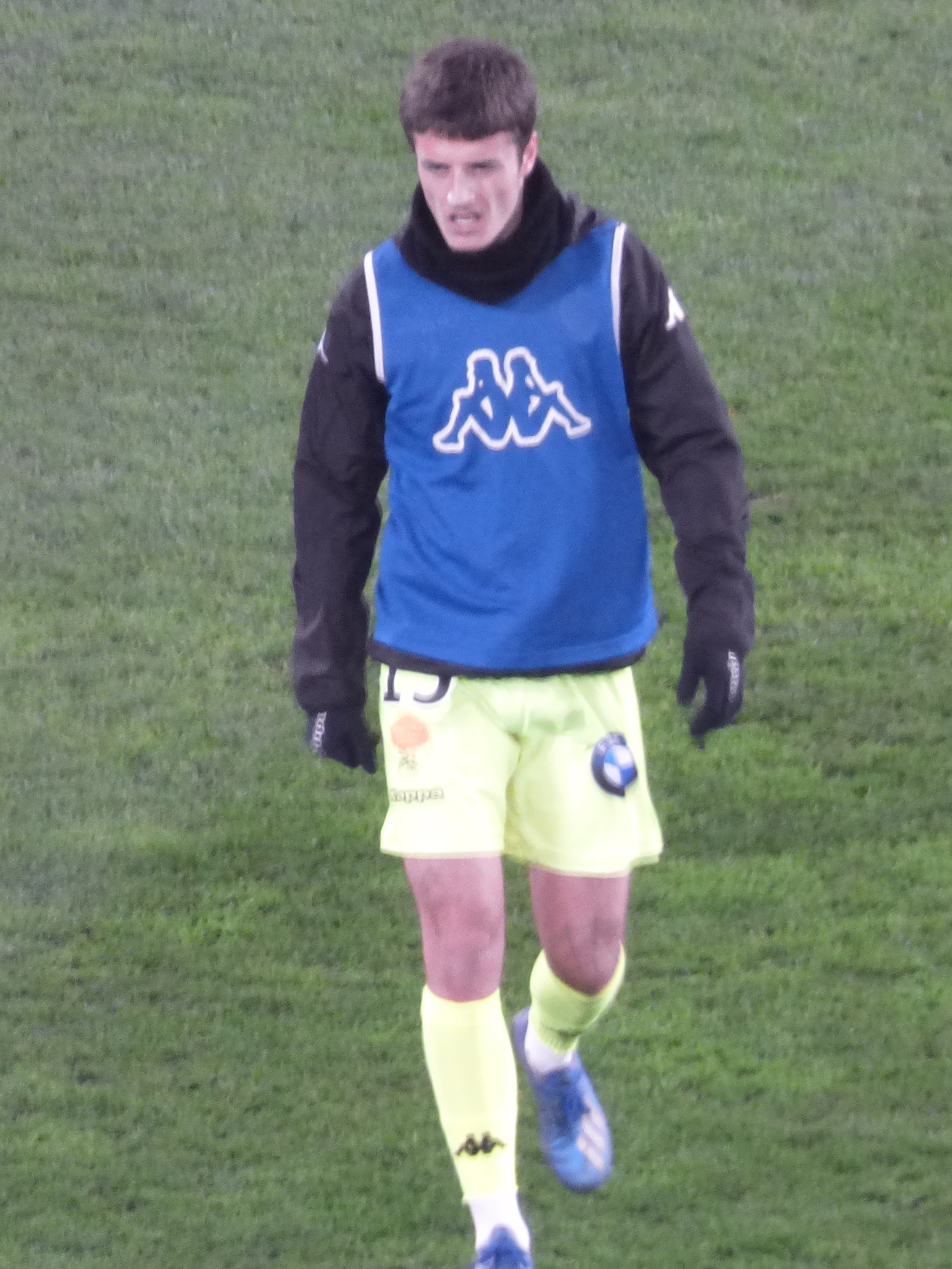
Vincent Thill se révèle à Pau.

Le Pau FC entame sa troisième saison consécutive de Championnat de France de football National 1 2018 - 2019 en tant que seul représentant du football du Sud-Ouest de la France, avec un entraîneur italien aux commandes, Raffaele Novelli et l'ambition de monter en Ligue 2 en trois ans. « Les Maynats » enregistrent les arrivées en prêt de Vincent Thill et de Quentin Boisgard. Thill devient le second luxembourgeois à porter le maillot palois après Alain Mendes lors de la saison 2001-2002.
Novelli est démis de ses fonctions en janvier 2019, remplacé par Bruno Irles. Bruno Irles conserve ses fonctions au sein du Late Football Club et 19H30 Sport sur Canal+Sport. En mars 2019, Dado Pršo vient assister son ex-coéquipier au poste d'entraîneur adjoint. À l'issue de cette saison frustrante, puisque le club a longtemps été relégable avant de trouver un rythme de croisière qui lui aurait permis de jouer les premières places du classement, Quentin Boisgard et Vincent Thill sont nommés pour le titre de révélation de la saison.
Auteur de 10 buts et 3 passes décisives, Thill est élu révélation de l’année lors de la cérémonie de remise des Trophées du National 2018-2019. Thill figure également dans l'équipe-type de l'année.

#### Saison historique (2019-2020)

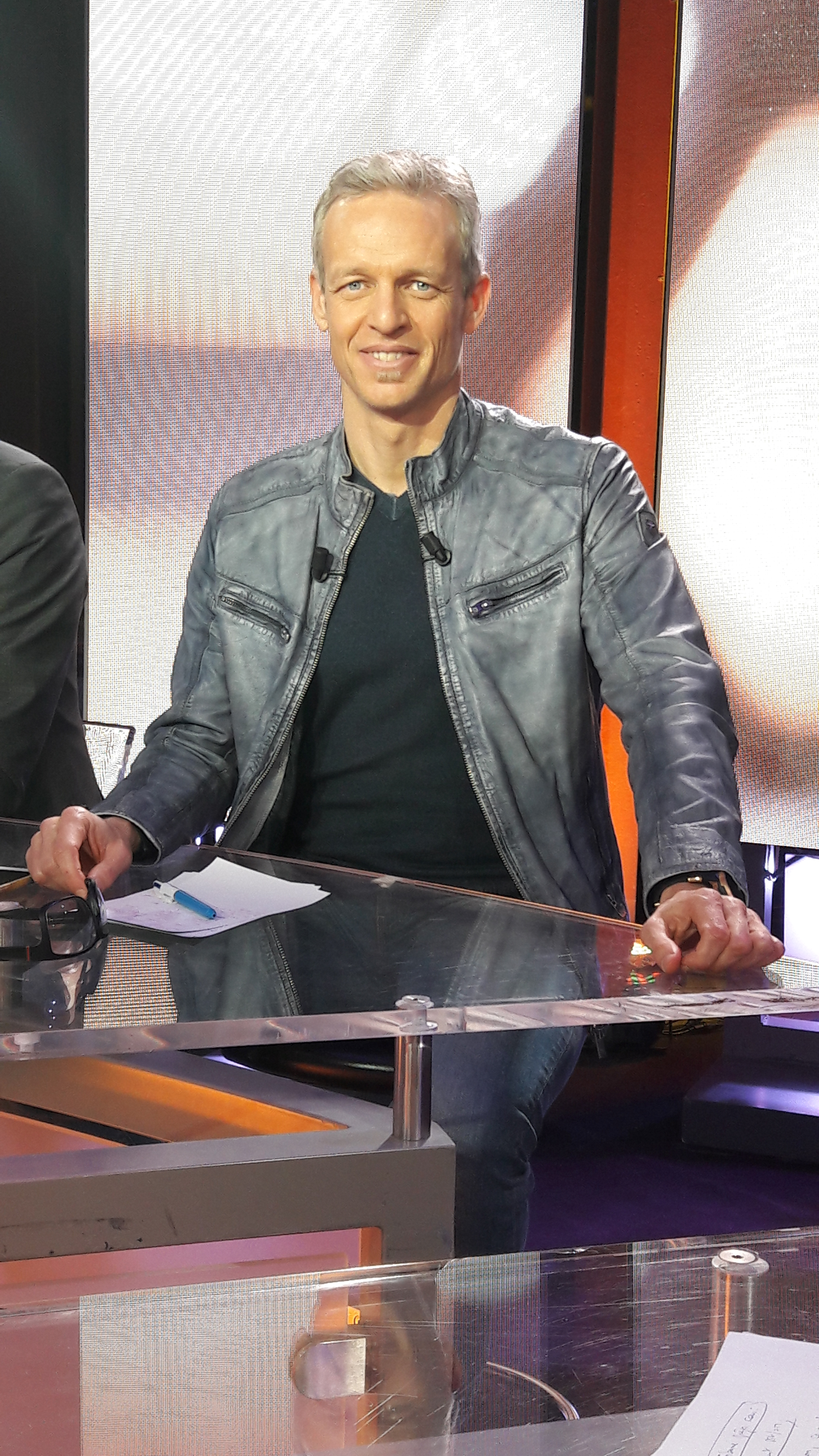
Bruno Irles propulse le Pau FC en Ligue 2 en 2020.

Le Pau FC commence la saison 2019-2020 sur les chapeaux de roue, figurant en seconde place du classement à la neuvième journée, avec l'avant-dernier budget de la division. Les pertes des deux joueurs majeurs prêtés la saison précédente sont compensés par de nouvelles arrivées en prêt. Scotty Sadzoute et Romain Bayard viennent complémenter l'équipe en place. Le Pau FC déniche des talents prometteurs dans le championnat du Sénégal: Yankuba Jarju, Moustapha Name, Lamine Gueye et Cheikh Sabaly rejoignent ainsi le club béarnais.

Rapidemen, la saison prend un tournant historique, puisque le club est leader à la trêve, avec seulement deux défaites. Le 16 janvier, dans un match décalé au jeudi soir pour des raisons de disponibilités du Stade du Hameau, les palois effectuent leur retour dans leur ancien antre pour un match de Coupe de France. Ils s'imposent sur le score de 3 à 2 après prolongations face aux Football Club des Girondins de Bordeaux. Cette affiche attire 15 668 spectateurs au stade, établissant un nouveau record d'affluence.
Le tour suivant voit le Pau FC affronter le PSG dans un stade du Hameau comble en configuration football, soit 16 707 personnes, établissant un nouveau record d'affluence. L'avant-match est marqué par les critiques de la presse parisienne envers l'état de la pelouse paloise, mais le public béarnais répond présent et 60 000 demandes de billets sont formulées en ligne. Le Pau FC s'incline sur le score de 2 à 0, avec une équipe largement remaniée dans le but de privilégier le championnat et d'assurer une montée historique.
Cette saison historique est brutalement interrompue par la pandémie de Covid, alors que le club est leader et en position d'accéder à la Ligue 2 pour la première fois de son histoire. Disposant de l'avant-dernier budget de Championnat National 2019-2020, Bruno Irles, avec pour adjoint Dado Pršo, parvient à décrocher une montée historique en Ligue 2 2020-2021,. Le titre de Champion de National, compétition administrée par la FFF, ne lui est toutefois pas officiellement attribué, à la différence de ce qui fut pratiqué en Ligue 1 et Ligue 2, compétitions gérées par la LFP.

#### Découverte du monde professionnel (2020-)

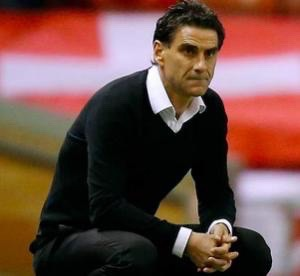
Didier Tholot entraîne le Pau FC depuis 2020.

Le Pau FC se sépare du binôme Bruno Irles - Dado Prso à l'intersaisonLe président Laporte-Fray nomme Didier Tholot à la tête de l'équipe première. Pour sa première saison dans l'élite, le Pau FC a pour ambition d'obtenir un maintien rapide et dispose d'un budget de 6,5 millions d'euros, le plus petit de la division.
Le début de saison est laborieux et l'équipe est relégable à la trêve, mais le Pau FC réalise une seconde partie de saison exceptionnelle et termine la saison à la 14e place.
Le club obtient le plus haut classement de son histoire lors de la saison 2021-2022, avec une place de dixième. Conséquence de cette bonne saison, Didier Tholot est nommé pour le trophées UNFP du Meilleur Entraîneur de Ligue 2.
L'avant-saison 2022-2023 marque un changement de cap dans la politique sportive du club. Joël Lopez confirme en effet que le club ne privilégiera plus les prêts de joueurs.
Le club réalise une vente record de 0,5M€ avec la cession de Samuel Essende à Caen, et voit des joueurs cadres depuis l'accession en L2 quitter le navire: Quentin Daubin, Victor Lobry ou encore Romain Armand.
Le club se veut ambitieux et se tourne vers l'international pour son recrutement, avec la venue de Nguyễn Quang Hải depuis le Hanoi FC ou de Diyaeddine Abzi depuis le York United FC au Canada.
Le transfert de Quang Hai Nguyen fait exploser la popularité du club sur les réseaux sociaux en Asie. Pour sa troisième saison professionnelle, le Pau FC est notamment victime de la diffusion de marchanding contrefait sur le marché asiatique.

## Annexe

### Sources citées
A. Berdery Pau, ville sportive éd. Adichat (1988)